# Бурмаков Анатолій Іванович
Анатолій Іванович Бурмаков (19 квітня 1940 — 14 травня 2005) — український науковець-хімік та дипломат.

## Біографія
Народився 19 квітня 1940 року в місті Канськ Красноярського краю РФ. У 1963 закінчив Одеський політехнічний інститут, хіміко-технологічний факультет. Доктор хімічних наук.
З 1963—1993 — перебував на науково-педагогічній роботі в Одеському політехнічному інституті.
З 1975—1991 — в.о. заступника голови Одеського відділення Українського товариства дружби з Італією.
З 1993—1997 — радник Посольства України в Італії.
З 06.1997 — 07.1998 — в.о.завідувача, завідувач відділом аналізу внутрішньо-економічних та соціально-політичних проблем України Управління політичного аналізу і планування МЗС України.
З 07.1998 — 10.1998 — працював в Іраку у складі Спеціальної комісії ООН.
З 10.1998 — 1999 — завідувач відділом аналізу процесів світового розвитку Управління політичного аналізу і планування МЗС України
З 1999—2002 — радник Місії України в Королівстві Нідерланди.
З 14.11.2002 року по 28 квітня 2005 року — Надзвичайний та Повноважний Посол України в Кувейті.

## Наукові праці, монографії
- Новые фторирующие реагенты в органическом синтезе / соавт. : Л. А. Алексеева, З. В. Бардин, Л. С. Богуславский, Б. В. Кушненко, Л. Н. Марковский, Ф. М. Мухаметшин, В. З. Пашинник, Г. Г. Фурин, Н. Н. Чуваткин, Л. М. Ягупольский, Ю. Л. Ягупольский. — Новосибирск: Наука, 1987. — 256 с. — Библиогр.: 144 назв;
- Алкоксипентафторацетоны // ЖОРХ. 1983. Т. 19, № 2 (співавтор);
- Взаимодействие глицерина с четырехфтористой серой // Там само. 1987. Т. 23, № 3 (співавтор);
- Новые пути применения четырехфтористой серы в органическом синтезе. Москва, 1987 (співавтор).